# 日本要員認証協会
一般財団法人日本要員認証協会（にほんよういんにんしょうきょうかい、英語名称：Japanese Registration of Certificated Auditors 、通称：JRCA）は、ISO/IEC  17024 に基づく要員認証などを行う日本の法人。
ISOマネジメントシステム審査員などの資格登録を行う国内唯一の認定された審査員評価登録機関である。
一般財団法人日本規格協会の要員認証事業部門が分離して誕生した一般財団法人で、2019年より日本規格協会グループの一法人となっている。

## 沿革
- 1996年6月、財団法人日本規格協会内に品質システム審査員評価登録センター（JRCA）設置。
- 1996年10月、品質マネジメントシステム（QMS）審査員の評価登録サービスを開始。
- 1996年12月、日本適合性認定協会（JAB）の認定を取得。
- 2001年8月、航空宇宙産業向け（AS）審査員の評価登録を開始。
- 2007年4月、情報セキュリティマネジメントシステム（ISMS）審査員の評価登録サービスを開始。
- 2009年12月、日本情報処理開発協会（JIPDEC、現一般財団法人日本情報経済社会推進協会）の認定取得。
- 2014年3月、内部監査員、管理技術者の評価登録を開始。
- 2014年10月、食品安全マネジメントシステム（FSMS）審査員の評価登録サービスを開始。
- 2015年2月、日本適合性認定協会（JAB）の認定分野拡大（FSMS）。
- 2017年4月、翻訳者評価登録サービスを開始。
- 2017年6月、規格開発エキスパート評価登録サービスを開始。
- 2018年8月、労働安全衛生マネジメントシステム（OHSMS）審査員の評価登録サービスを開始。
- 2018年10月、一般財団法人日本要員認証協会（JRCA）設立。
- 2019年4月、日本規格協会グループの一法人として、一般財団法人日本要員認証協会（JRCA）が評価登録サービスを開始。
- 2019年10月、環境マネジメントシステム（EMS）審査員の評価登録サービスを開始。
- 2020年3月、日本適合性認定協会（JAB）の認定分野拡大（OHSMS）。

## 所在地

### 本部
東京都港区三田三丁目11-28 三田 Avanti
- マネジメントシステム審査員評価登録センター
- 翻訳者評価登録センター
- 標準化人材登録センター

## 主な役員
|  | 役職     | 氏名              |              |                                       |
|  | 理事長   | 前川 徹（非常勤） | 代表執行役員 | CEO(最高経営責任者)                   |
|  | 専務理事 | 加藤 真一         | 執行役員     | COO（最高執行責任者）、上級経営管理者 |